# Hadnum

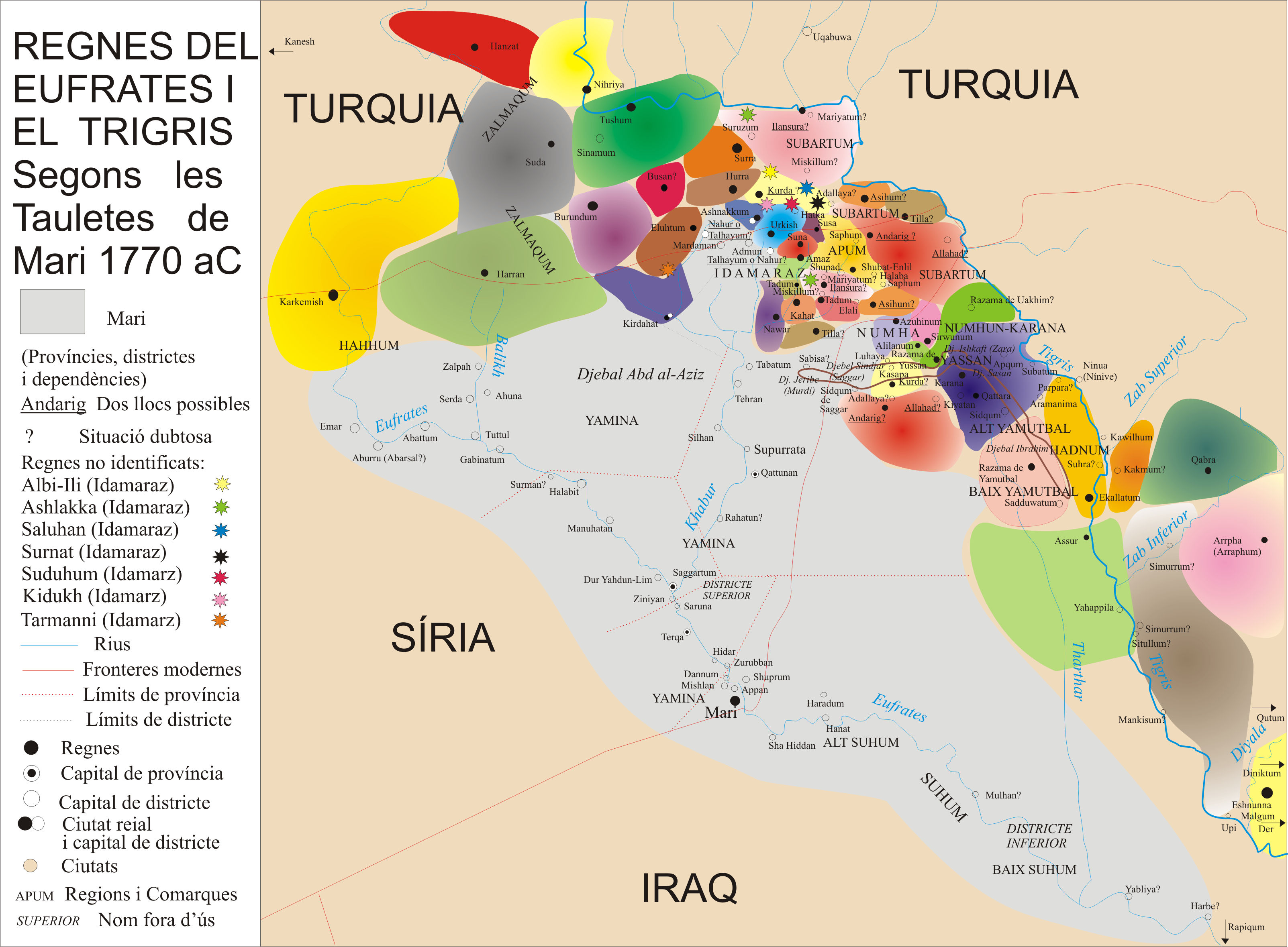
Els regnes de l'Eufrates i el Tigris

Hadnum fou una regió o comarca de la zona del riu Tigris, a la riba dreta, que a grans trets ocupava el territori entre Nínive i Elakallatum. Els seus habitants són anomenats a les tauletes de Mari com els hadneus.